# 안녕, 쿠로
《안녕, 쿠로》(さよなら, クロ, Sayonara, Kuro)는 일본에서 제작된 마츠오카 조지 감독의 2003년 드라마 영화이다. 츠마부키 사토시 등이 주연으로 출연하였고 토야 노부유키 등이 제작에 참여하였다.

## 출연

### 주연
- 츠마부키 사토시
- 이토 아유미
- 에모토 아키라

### 조연
- 아라이 히로후미
- 이가와 히사시
- 카나이 유타
- 콘도 코엔
- 미와 아스미
- 리리
- 사토 류타
- 시오미 산세이
- 다나베 세이치
- 와타나베 미사코
- 요 키미코

## 기타
- 미술: 오가와 후미오